# Uncha Siwana
Uncha Siwana is een census town in het district Karnal van de Indiase staat Haryana. 

## Demografie
Volgens de Indiase volkstelling van 2001 wonen er 10609 mensen in Uncha Siwana, waarvan 65% mannelijk en 35% vrouwelijk is. De plaats heeft een alfabetiseringsgraad van 75%. 